# 조병일
조병일(趙炳日)은 대한민국 제14대 법무부 장관이다. 1962년 1월 9일부터 1963년 1월 31일까지 대한민국 제14대 법무부 장관을 지냈다. 
| 전임 고원증 | 제14대 법무부 장관 1962년 1월 9일 ~ 1963년 1월 31일 | 후임 장영순 |

[[분류:살아있는 사람]